# 普通教育
普通教育，与“专业教育”相对，为社会培养劳动后备力量或为高一级学校输送合格的学生，实施一般文化科学知识教学、对受教育者进行普通文化科学知识的教育。
主要实施机构为小学、中学，也有一些职工学校等，教育对象为适龄儿童、青少年以及部分成年人。普通教育是国家教育结构的基础部分，关系到本国国民的基本素质与高级教育的质量，与国家的政治、经济发展状况有密切关系。